# Genya Ravan

Genya Ravan

Genya Ravan (* 1. Januar 1940 in Lodsch, Deutsches Reich, heute Polen; eigentlich Genyusha Zelkowitz) ist eine US-amerikanische Rock-Sängerin.

## Leben
Als Überlebende des Holocaust kam Genyusha Zelkowitz 1947 mit ihren Eltern und einer Schwester nach Amerika. Der Rest der Familie war in deutschen Konzentrationslagern ums Leben gekommen. Es folgte eine schwere Kindheit und Jugend, die geprägt war von falschen Freunden, Auseinandersetzungen mit dem traditionsbesessenen Elternhaus, einer verfrühten Heirat, dem Ausbruch und dem Versuch auf eigenen Beinen zu stehen.

## Künstlernamen
Mit der Ankunft in Amerika begann ihre Mutter den Namen ihrer Tochter gegen Goldie auszutauschen. Diese nannte sich entsprechend, als sie Richie Perrys Band The Escorts als Lead-Sängerin beitrat und später Mitbegründerin der Frauen-Rock-Band Goldie and the Gingerbreads wurde.
1966, nach vorübergehender Auflösung der Gingerbreads, nahm sie eine Single Disappointed Bride unter dem Namen Patsy Cole auf.
Nach dem endgültigen Ende von Goldie and the Gingerbreads 1968 legte sich Genya schließlich den Künstlernamen Genya Ravan zu und trat so als Lead-Sängerin der neu gegründeten Fusion-Band Ten Wheel Drive auf.
Für eine ihrer ersten Solo-LPs und ihrem Vater zu Ehren wurde aus Genya 1974 noch einmal Goldie Zelkowitz. Auf ihren seither erschienenen und heute als CD neu aufgelegten Werken heißt sie wieder Genya Ravan.

## Produzentin
Genya Ravan hat für verschiedene Platten-Labels als Produzentin gearbeitet. Unter anderem war sie für das Debütalbum der Punk-Rock-Band Dead Boys Young, Loud and Snotty (1977) und die Come-Back LP Siren von Ronnie Spector (1982) verantwortlich. Zu letzterer hat sie auch mit ihrer Stimme einen maßgeblichen Beitrag geleistet.
2001 entdeckte Genya die Band TriPod im CBGB, produzierte deren Demo-CD und steuerte dabei wiederum den Hintergrundgesang für einen der Titel bei.
Auf dem 2006 veröffentlichten Jay-Z-Album Kingdom Come ist auf dem Track Oh My God ein Sample von Genya Ravans Version von "Whipping Post" enthalten.

## Diskografie
- Construction #1, Ten Wheel Drive with Genya Ravan, 1969
- Brief Replies, Ten Wheel Drive with Genya Ravan, 1970
- Peculiar Friends, Ten Wheel Drive with Genya Ravan, 1971
- Genya Ravan, 1972
- They Love Me, They Love Me Not, 1973
- Goldie Zelkowitz, 1974
- Urban Desire, 1978 (2004 bei Hip-O Select als CD erschienen)
- ...And I Mean It!, 1979 (2004 bei Hip-O Select als CD erschienen)
- The Warriors, 1979 (A&M Records) – Original Motion Picture Soundtrack – Track 7: "Love Is a Fire"
- Best of Ten Wheel Drive, 1995
- For Fans Only!, 2003 privat verlegt
- Genya Ravan Live, 2006
- Undercover, 2010